# Johannestal (Karwendel)
Das Johannestal ist ein Seitental des Rißtals im Karwendel. Es verläuft in etwa von Süden nach Norden zwischen der Falkengruppe im Osten und den östlichen Ausläufern der Nördlichen Karwendelkette im Westen.
Das Tal wird vom Johannesbach durchflossen, bevor dieser am schluchtartigen unteren Talende in den Rißbach mündet. Am Talschluss befindet sich der Kleine Ahornboden.

## Stützpunkte
Über den Kleinen Ahornboden lassen sich sowohl das bewirtschaftete Karwendelhaus als auch die Falkenhütte erreichen.

## Tourenmöglichkeiten
Das Tal ist für den öffentlichen Verkehr gesperrt. Wichtige Mountainbike-Touren im Karwendel führen durch das Tal zum Karwendelhaus und zur Falkenhütte.

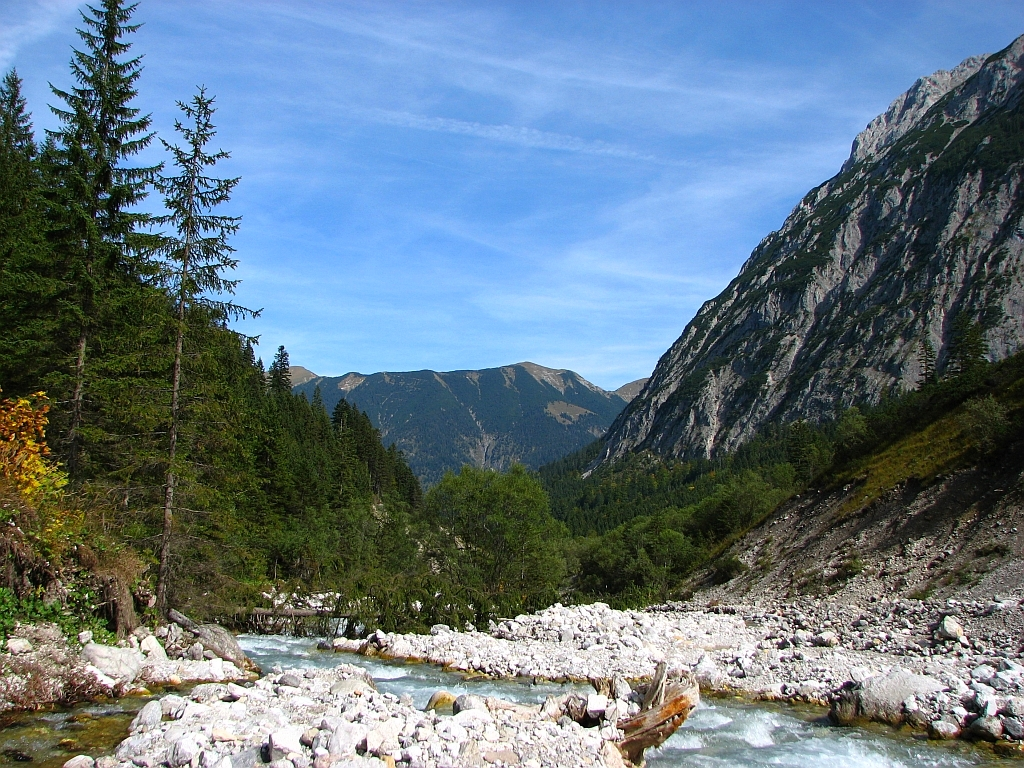
Der Johannesbach
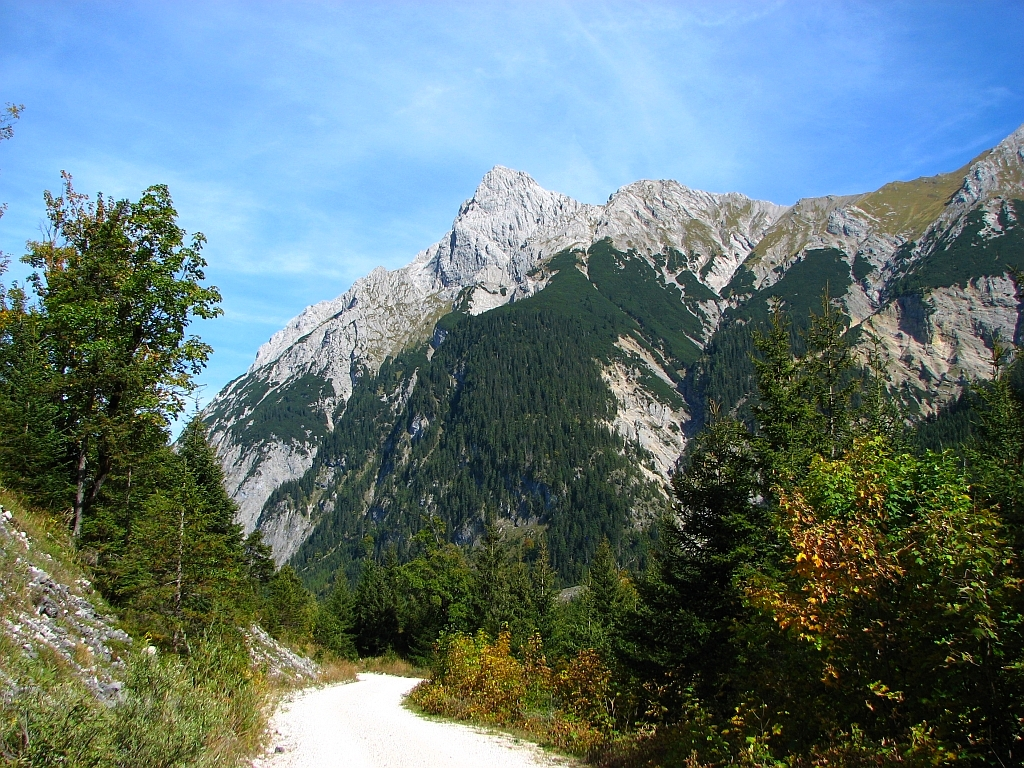
Blick zur Falkengruppe